# فرایند ۹۰ نانومتر
فرایند ۹۰ نانومتر به سطح فناوری فرایند ساخت ماسفت (سیماس) اشاره دارد که در بازه زمانی ۲۰۰۳–۲۰۰۵ توسط شرکت‌های نیم‌رسانای پیشرو مانند توشیبا، سونی، سامسونگ، آی‌بی‌ام، اینتل، فوجیتسو، تی‌اس‌ام‌سی، الپیدا، ای‌ام‌دی، اینفینئون، تگزاس اینسترومنتس و مایکرون تکنالوجی تجاری شده‌است.

## پیشینه
ماسفت سیلیکونی ۹۰ نانومتر ساخته شده توسط مهندس ایرانی قوام شهیدی (عضو هیئت مدیره اخیر آی‌بی‌ام) با دی‌ای آنتونیادیس و اچ‌آی اسمیت در دانشگاه ام‌آی‌تی در سال ۱۹۸۸. این قطعه با استفاده از لیتوگرافی اشعه ایکس ساخته شده‌است.

## مثال: الپیدا فرایند۹۰ نانومتر اس‌دی‌رم دی‌دی‌آر۲
حافظه الپیدا فرایند ۹۰ نانومتر اس‌دی‌رم دی‌دی‌آر۲ .
- استفاده از اندازه ویفر ۳۰۰ میلی‌متر
- استفاده از کی‌آراف (۲۴۸ نانومتر) لیتوگرافی با اصلاح مجاورت نوری
- ۵۱۲ مگابایت
- ولتاژ کاری ۱٫۸ ولت
- مأخوذ شده ۱۱۰ نانومتر و فرایندهای ۱۰۰ نانومتر